# Parti socialiste de Castille-et-León-PSOE
Le Parti socialiste de Castille-et-León-PSOE (en espagnol : Partido Socialista de Castilla-y-León-PSOE, PSCyL-PSOE) est la fédération territoriale du Parti socialiste ouvrier espagnol (PSOE) en Castille-et-León.
Il est au pouvoir dans la communauté autonome entre 1983 et 1987, sous les présidences de Demetrio Madrid puis José Constantino Nalda. Siégeant depuis dans l'opposition, il est brièvement le premier parti des Cortes de 2019 à 2022.

## Histoire

### Fondation et premières années
Le PSCyL-PSOE est fondé le 18 décembre 1977, dans un hôtel de Zamora, dix mois après la légalisation du PSOE, consécutive à la mort de Francisco Franco. À cette époque, toutefois, la répartition territoriale des communautés autonomes n'était pas encore effectuée, et donc les socialistes de la province de León formèrent la Fédération socialiste léonaise-PSOE (FSL-PSOE). Environ six mois plus tard, le 22 juillet 1978, les sept parlementaires socialistes soutiennent l'élection du centriste Juan Manuel Reol à la présidence du conseil général, chargé d'administrer le territoire et d'établir un projet de statut d'autonomie.
Lors de la session célébrée le 12 juillet 1980, le conseil général remplace Reol par le sénateur centriste José María García Verdugo, le PSCyL-PSOE ayant présenté la candidature de son secrétaire général, Juan Antonio Arévalo, qui n'a pu compter que sur les sept voix de son parti. Au cours du troisième congrès régional, en janvier 1981, la FSL-PSOE est incorporée au PSOE de Castille-et-León.
En février 1983, à peine deux mois avant les premières élections régionales, le secrétaire général Juan Antonio Arévalo démissionne, étant immédiatement remplacé par le député de la province de Zamora, Demetrio Madrid, également investi chef de file pour les régionales. Au cours du mois suivant, la composition du conseil général est remaniée, à la suite de l'adoption du statut d'autonomie. Le PSCyL-PSOE y dispose alors de 41 députés (procuradores) sur 84, soit autant que les partis du centre droit, le Centre démocratique et social (CDS) détenant les deux derniers. Après plus de deux semaines de blocage, engendrées par l'abstention du CDS,,, le PSOE et les centristes se mettent d'accord pour un gouvernement d'union dirigée par les socialistes, refusé par le centre droit, qui n'aboutit finalement pas.

### Une législature au pouvoir
Aux élections régionales du 8 mai 1983, le PSCyL-PSOE arrive en tête, remportant 42 députés sur 84, contre 39 au centre droit, 2 aux centristes et 1 aux régionalistes du PDL, faisant craindre un nouveau blocage des Cortes de Castille-et-León. Finalement, grâce à l'abstention du CDS et du PDL, Demetrio Madrid est élu, le 23 mai, au second tour de scrutin, par 42 voix contre 39, président de la Junte. Confirmé à la direction de la fédération socialiste, par 54 % des voix, contre Juan Antonio Arévalo, lors d'un congrès régional extraordinaire, en janvier 1984, qui marque la division du PSCyL-PSOE, Madrid est remplacé, comme secrétaire général, par le porte-parole du groupe socialiste au Sénat, Juan José Laborda, tout en étant élu président régional du parti, un poste purement honorifique qui ne masque pas son échec lors de ce quatrième congrès régional de mars 1985.
Le président de la Junte remet sa démission le 29 octobre 1986, à sept mois des élections régionales, après avoir été mis en examen pour « cession frauduleuse » de l'entreprise Pekus, dont il était propriétaire. Le 14 novembre suivant, le socialiste José Constantino Nalda García est élu par les Cortes pour lui succéder, par 43 voix contre 39, obtenant la majorité absolue dès le premier tour.

### L'évolution dans l'opposition
À la suite des élections régionales du 10 juin 1987, le PSCyL-PSOE, emmené par Laborda, arrive à égalité avec l'Alliance populaire (AP) de José María Aznar, les deux formations remportant 32 députés sur 84 chacune, tandis que le Centre démocratique et social en obtenait 18, devenant, de facto, l'arbitre de la vie politique locale. Aznar est finalement élu à la tête du gouvernement régional, par 33 voix contre 32, le 21 juillet suivant, le CDS ayant choisi l'abstention. Laborda, désigné président du Sénat après les élections générales de 1989, est remplacé, en décembre 1990, par le porte-parole du PSCyL-PSOE aux Cortes régionales, Jesús Quijano. L'effondrement du CDS lui permet, aux élections régionales du 26 mai 1991, de progresser légèrement en sièges, sans empêcher le Parti populaire (PP) de Juan José Lucas d'obtenir, avec 43 députés sur 84, une courte majorité absolue. 
C'est à l'occasion des élections régionales du 28 mai 1995 que le PP affirme clairement sa domination, en remportant 50 députés sur 83, contre 27 aux socialistes. Ainsi, en 1997, bien que réélu, Quijano est remplacé, comme chef de file électoral, par son vice-secrétaire général, Jaime González. Celui-ci parvient, lors des élections régionales du 13 juin 1999, à réduire l'écart entre les deux formations, affirmant alors que « ces résultats marquent le début de la fin du gouvernement du PP dans cette communauté autonome », quand bien même Lucas conservait sa majorité absolue. Le 22 octobre 2000, Ángel Villalba, considéré comme proche du nouveau secrétaire général du PSOE, José Luis Rodríguez Zapatero, est porté à la direction du PSCyL-PSOE, en remplacement de Quijano. Il maintient la progression des socialistes, engrangeant quatre points supplémentaires aux élections régionales du 25 mai 2003 sans remettre en cause la domination des conservateurs, désormais dirigés par Juan Vicente Herrera, tout comme lors des élections régionales du 27 mai 2007, où les socialistes atteignent 33 députés sur 83, en progression d'un siège.
Toutefois, lors du onzième congrès régional, en septembre 2008, le PSCyL-PSOE change à nouveau de secrétaire général, en la personne d'Óscar López, député de la province de Ségovie, considéré comme le bras droit de José Blanco, vice-secrétaire général du PSOE. Il ne parvient pas à défaire Herrera aux élections régionales du 22 mai 2011, les socialistes repassant sous la barre des 30 sièges alors que le PP dépasse la barre des 50 députés régionaux. Le 14 avril 2012, le député de la province de Palencia, Julio Villarrubia, est élu secrétaire général par 83 % des voix en remplacement de López, devenu secrétaire à l'Organisation du PSOE.
25 des 48 membres de la commission exécutive régionale, dont les deux vice-secrétaires générales et Óscar López, démissionnent le 31 mai 2014. Par conséquent, la direction du parti n'est plus en mesure de fonctionner. Elle est remplacée quatre jours plus tard par une direction provisoire présidée par l'ancien secrétaire général Jesús Quijano.

## Secrétaires généraux
| Nom                                                | Dates du mandat                                                  | Province   |
| -------------------------------------------------- | ---------------------------------------------------------------- | ---------- |
| Miguel Ángel Trapero                               | 18 décembre 1977 – 25 novembre 1979 (1 an, 11 mois et 7 jours)   | Ségovie    |
| Juan Antonio Arévalo                               | 25 novembre 1979 – 12 février 1983 (3 ans, 2 mois et 18 jours)   | Valladolid |
| Demetrio Madrid                                    | 13 février 1983 – 10 mars 1985 (2 ans et 25 jours)               | Zamora     |
| Juan José Laborda                                  | 10 mars 1985 – 16 décembre 1990 (5 ans, 9 mois et 6 jours)       | Burgos     |
| Jesús Quijano                                      | 16 décembre 1990 – 22 octobre 2000 (9 ans, 10 mois et 6 jours)   | Valladolid |
| Ángel Villalba                                     | 22 octobre 2000 – 21 septembre 2008 (7 ans, 10 mois et 30 jours) | León       |
| Óscar López                                        | 21 septembre 2008 – 14 avril 2012 (3 ans, 6 mois et 24 jours)    | Ségovie    |
| Julio Villarrubia                                  | 14 avril 2012 – 4 juin 2014 (2 ans, 1 mois et 21 jours)          | Palencia   |
| Jesús Quijano Président de la direction provisoire | 4 juin 2014 - 18 octobre 2014 (4 mois et 14 jours)               | Valladolid |
| Luis Tudanca                                       | 18 octobre 2014 – 23 février 2025 (10 ans, 4 mois et 5 jours)    | Burgos     |
| Carlos Martínez                                    | Depuis le 23 février 2025 (19 jours)                             | Soria      |

## Résultats électoraux

### Cortes de Castille-et-León
| Année | Chef de file      | Voix    | %        | #      | Sièges  | Gouvernement                          |
| ----- | ----------------- | ------- | -------- | ------ | ------- | ------------------------------------- |
| 1983  | Demetrio Madrid   | 608 604 | 44,80    | 1er    | 42 / 84 | Madrid (1983-1985), Nalda (1985-1987) |
| 1987  | Juan José Laborda | 488 469 | 34,56 () | 2e ()  | 32 / 84 | Opposition                            |
| 1991  | Jesús Quijano     | 504 709 | 37,05 () | 2e ()  | 35 / 84 | Opposition                            |
| 1995  | Jesús Quijano     | 458 447 | 30,44 () | 2e ()  | 27 / 84 | Opposition                            |
| 1999  | Jaime González    | 483 675 | 33,13 () | 2e ()  | 30 / 83 | Opposition                            |
| 2003  | Ángel Villalba    | 576 769 | 37,64 () | 2e ()  | 32 / 82 | Opposition                            |
| 2007  | Ángel Villalba    | 574 596 | 38,50 () | 2e ()  | 33 / 83 | Opposition                            |
| 2011  | Óscar López       | 425 777 | 30,69 () | 2e ()  | 29 / 84 | Opposition                            |
| 2015  | Luis Tudanca      | 353 575 | 26,59 () | 2e ()  | 25 / 84 | Opposition                            |
| 2019  | Luis Tudanca      | 479 916 | 34,84 () | 1er () | 35 / 81 | Opposition                            |
| 2022  | Luis Tudanca      | 365 434 | 30,02 () | 2e ()  | 28 / 81 | Opposition                            |

### Cortes Generales
| Année   | Chef de file                 | Congrès des députés | Congrès des députés | Congrès des députés | Congrès des députés | Sénat   | Gouvernement                                  |
| Année   | Chef de file                 | Voix                | %                   | #                   | Sièges              | Sénat   | Gouvernement                                  |
| ------- | ---------------------------- | ------------------- | ------------------- | ------------------- | ------------------- | ------- | --------------------------------------------- |
| 1977    | Felipe González              | 325 684             | 23,70               | 2e                  | 8 / 35              | 5 / 36  | Opposition                                    |
| 1979    | Felipe González              | 342 798             | 25,77 ()            | 2e ()               | 10 / 35             | 6 / 36  | Opposition                                    |
| 1982    | Felipe González              | 645 491             | 42,70 ()            | 1er ()              | 18 / 35             | 23 / 36 | González I                                    |
| 1986    | Felipe González              | 572 973             | 39,15 ()            | 1er ()              | 16 / 34             | 15 / 36 | González II                                   |
| 1989    | Felipe González              | 527 551             | 35,91 ()            | 2e ()               | 15 / 33             | 10 / 36 | González III                                  |
| 1993    | Felipe González              | 597 961             | 36,71 ()            | 2e ()               | 13 / 33             | 9 / 36  | González IV                                   |
| 1996    | Felipe González              | 589 869             | 35,51 ()            | 2e ()               | 11 / 33             | 9 / 36  | Opposition                                    |
| 2000    | Joaquín Almunia              | 506 595             | 32,17 ()            | 2e ()               | 11 / 33             | 9 / 36  | Opposition                                    |
| 2004    | José Luis Rodríguez Zapatero | 705 053             | 42,75 ()            | 2e ()               | 14 / 33             | 11 / 36 | Zapatero I                                    |
| 2008    | José Luis Rodríguez Zapatero | 715 263             | 43,30 ()            | 2e ()               | 14 / 32             | 11 / 36 | Zapatero II                                   |
| 2011    | Alfredo Pérez Rubalcaba      | 444 451             | 29,68 ()            | 2e ()               | 11 / 32             | 9 / 36  | Opposition                                    |
| 2015    | Pedro Sánchez                | 339 277             | 22,68 ()            | 2e ()               | 9 / 32              | 9 / 36  | Opposition                                    |
| 2016    | Pedro Sánchez                | 336 286             | 23,34 ()            | 2e ()               | 9 / 32              | 9 / 36  | Opposition (2016-2018), Sánchez I (2018-2019) |
| 04/2019 | Pedro Sánchez                | 453 339             | 30,07 ()            | 1er ()              | 12 / 31             | 19 / 36 | Sánchez I                                     |
| 11/2019 | Pedro Sánchez                | 434 287             | 31,62 ()            | 2e ()               | 12 / 31             | 13 / 36 | Sánchez II                                    |
| 2023    | Pedro Sánchez                | 462 788             | 32,29 ()            | 2e ()               | 12 / 31             | 9 / 36  | Sánchez III                                   |